# Buslijn 44 (Amsterdam)
Buslijn 44 is een stadsbuslijn in Amsterdam-Zuidoost en Diemen geëxploiteerd door het GVB. De lijn verbindt Station Amsterdam Bijlmer ArenA via Amsterdam Zuidoost met Diemen-Noord. Er hebben sinds 1967 vijf buslijnen met het lijnnummer 44 (en een lijn 44P) bestaan. De huidige lijn 44 wordt gereden met bussen uit Garage Zuid. 

## Geschiedenis

### Lijn 44 I
De eerste lijn 44 werd op 5 juni 1967 ingesteld als spitsuur sneldienst tussen de Watergraafsmeer bij het oude Ajaxstadion en het centrum. De route ging in de ochtendspits via de Middenweg, Linnaeusstraat, Sarphatistraat, Weteringschans, Vijzelstraat, Prins Hendrikkade, Geldersekade naar de Nieuwmarkt. In de middagspits werd vertrokken vanaf de Weteringschans bij de Huidekoperstraat langs  dezelfde route als in de ochtendspits naar de Nieuwmarkt en dan verder over de Plantage Middenlaan en vandaar naar de Watergraafsmeer. In het centrum waren in de ochtendspits zes uitstaphaltes en in de middagspits zes instaphaltes. Lijn 44 was speciaal ingesteld als P&R-lijn lijn voor automobilisten uit het Het Gooi die hun auto bij het stadion konden parkeren. De lijn werd echter geen succes en verdween ruim een jaar later op 30 september 1968.

### Lijn 44 II en lijn 44 P
Op 15 oktober 1980 werd opnieuw een lijn 44 ingesteld. Het zou eerst lijn 55 worden maar omdat het een industrielijn betrof koos men voor lijn 44. Het was een spitslijn tussen metrostation Holendrecht en station Bijlmer via het nieuwe bedrijventerrein Amstel III waar Garage Zuid in de garage Amstel III van CN was ondergebracht. 
Ter vervanging van het ommetje van lijn 59 naar het in aanbouw zijnde metrostation Reigersbos en verdere ontsluiting van de nieuwe wijken Reigersbos en Gein werd op 1 juni 1982 pendelbuslijn 44P ingesteld die overdag in combinatie met de gewone lijn 44 reed. In de avonduren en het weekeinde reed de lijn echter in combinatie met lijn 53P. Lijn 44P reed dezelfde route als pendelbuslijn 57 in de zomer van 2012. Na de doortrekking op 28 augustus 1982 van de Holendrechtlijn naar Gein die daarmee Geinlijn werd , reed lijn 44P nog door tot de winterdienst en werd op 20 september vervangen door het extra ommetje van lijn 53. 
Op 29 mei 1983 kwam er een nieuw Bijlmerbusnet met lijn 59 en de 60'er-lijnen; lijn 44 werd tot 62 vernummerd en doorgetrokken naar metrostation Kraaiennest.

### Lijn 44 III
Op 2 juni 1986 werd er weer een nieuwe spitslijn 44 ingesteld, maar ditmaal vanuit Garage West. Dit was eigenlijk een nieuw nummer voor de ritten van lijn 22A tussen het Centraalstation en Abberdaan die sinds september 1984 in combinatie met lijn 47 werden gereden waarmee dure leegritten werden uitgespaard. Na de opheffing van lijn 47 op 15 september 1989 werd lijn 44 ingekort tot station Sloterdijk en ging nu in twee richtingen rijden. In mei 1992 werd de lijn opgeheven en vervangen door lijn 28 die nu ook overdag station Sloterdijk aandeed. 

### Lijn 44 IV
Na de opening van metrolijn 50 in juni 1997 werd de rechtstreekse buslijn 43 tussen station Sloterdijk en het industriegebied Riekerhaven opgeheven. Ter vervanging kwam er een nieuwe spitslijn 44 tussen station Lelylaan en het industriegebied; ook deze reed vanuit West. Vanaf december 2003 werden er wegens het geringe aantal passagiers stadsmobielbusjes ingezet om in december 2004 geheel te worden opgeheven.

### Huidige lijn 44

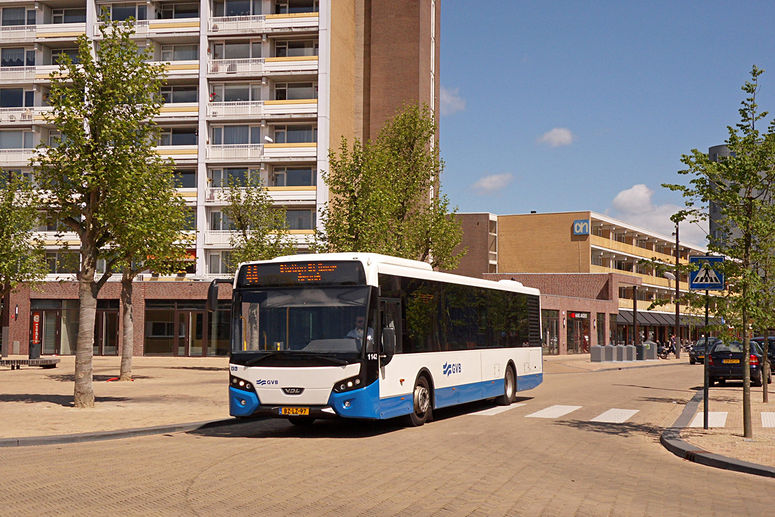
Bus van lijn 44 bij het winkelcentrum Diemen

De huidige lijn 44 wordt op 28 mei 2006 ingesteld in het kader van de optimalisatie van het lijnennet van het GVB. Het GVB nam de concessie in Diemen over van Connexxion en dus ook lijn 177 naar Weesp die in tweeën werd geknipt; lijn 44 naar Diemen en lijn 49 naar Weesp. Daarnaast werd ook het stadstraject door Diemen-Zuid van de BBA lijnen 120 en 
126 overgenomen die werden ingekort tot Station Bijlmer omdat de regio Utrecht-West al eerder te kennen had gegeven geen subsidie meer te willen geven aan lijnen buiten de provincie Utrecht. 
Lijn 44 rijdt van station Bijlmer via de Bijlmerdreef, Dolingadreef en Daalwijkdreef naar Diemen-Zuid en vandaar via het centrum van Diemen en het station Diemen naar Diemen-Noord. In tegenstelling tot de vroegere lijn 177 rijdt lijn 44 op alle exploitatieuren.
In maart 2023 werd er een nieuwe halte in gebruik genomen voor lijn 44 in beide richtingen met de naam: Buitenlust.
Vanaf februari tot mei werd er gewerkt aan de busbaan in Diemen-Zuid waarbij de halte Tarwekamp tijdelijk kwam te vervallen.

#### Lijn 244
Gelijktijdig werd een lijn 244 ingesteld tussen station Bijlmer en Amstel III waar een rondje langs onder meer de autoboulevard werd gereden ter vervanging van de opgeheven spitslijnen 228 en 229. Een jaar later werd lijn 244 weer opgeheven en vervangen door lijn 46.
Huidig: 15 · 18 · 21 · 22 · 34 · 35 · 36 · 37 · 38 · 40 · 41 · 43 · 44 · 47 · 48 · 49 · 61 · 62 · 63 · 65 · 66 · 68 · 231 · 233 · 245 · 246 · 247 · 267 · 360 · 369 · 461 · 463 · 464
Voormalig: A · B · C · D · E · F · G · H · K · L · M · P · R · S · 5 · 6 · 8 · 11 · 12 · 13S · 14 · 17 · 19 · 20 · 23 · 26 · 28 · 29 · 30 · 31 · 32 · 33 · 39 · 42 · 44P · 45 · 46 · 50/51 · 53 · 54 · 55 · 56 · 57 · 58 · 59 · 60 · 60S · 64 · 67 · 69 · 70 · 95/195 · 148 · 149 · 165/166 · 192 · 199 · 222 · 230 · 232 ·  240 · 248 · 249 · 265 · 269 · 315 · 326 · 465 · 580 · 581 · 582 · 583

Zie ook: Amsterdams busnet · Geschiedenis busnet · Amsterdams nachtbusnet · Portaal openbaar vervoer